# Loja de brinquedos
Uma loja de brinquedos é uma loja ou comércio retalhista dedicada à venda de brinquedos aos consumidores.
Também pode receber este nome a secção específica de um grande armazém, dedicada à venda e mostra de brinquedos para crianças ou adultos.

## Características
O negócio das lojas de brinquedos é caracterizado por ser muito sazonal. É habitual que a maior parte das vendas que se efectuem sejam feitas em épocas de festividades nas quais é tradicional oferecer presentes às crianças.